# Линия „Пантер – Вотан“
Линията „Пантер – Вотан“, наричана също „Оствал“, е германска отбранителна линия на Източния фронт на Втората световна война.
Линията трябва да премине по целия фронт, от Ленинград до Азовско море, като значителна част от нея минава по течението на Днепър и някои от притоците му. Германците започват нейното изграждане през август 1943 година, но са принудени да отстъпят до нея преди пълното ѝ завършване. Още през есента на 1943 година Линията „Пантер – Вотан“ е пробита при Смоленск и по Долния Днепър, като германците удържат само най-северната ѝ част до лятото на 1944 година.